# Tenomerga kurosawai
Tenomerga kurosawai är en skalbaggsart som beskrevs av Miyatake 1986. Tenomerga kurosawai ingår i släktet Tenomerga och familjen Cupedidae. Inga underarter finns listade i Catalogue of Life.